# モーニング娘。 (2008年のパチンコ機)
モーニング娘。は、2008年7月にビスティが発売した、アイドルグループモーニング娘。とコラボしたパチンコ機のシリーズ名。
CRAモーニング娘。SPとAモーニング娘。DXの2機種がある。

## 概要
ラウンド振り分けを搭載した羽根モノとデジパチの複合タイプ。始動チャッカー入賞で役物の羽根が開放される以外に大当たり直撃抽選も行われるが、大当たりの大半を占めるのは、役物内に拾われた玉がVゾーンに入賞する役物経由のパターンである。
役物経由のVゾーン入賞で大当たりした場合は、3ラウンド･8ラウンド･16ラウンドのいずれかに振り分けられる。
直撃大当たりの場合は羽根が開放されず、16ラウンドが確定となる。CR機と現金機の2機種発売されており、スペックに違いはない。
幅広い世代から愛されているアイドル・モーニング娘。とのタイアップで、液晶演出も楽しめる仕様となっており、大当たり中には数々のヒット曲が流れる。

## スペック
- CRAモーニング娘。SP
  - 賞球数 5&10
  - 大当たり最高継続 16R(9カウント)
  - 大当たりラウンド振り分け　3R:8R:16R=10:10:12
  - 大当たり確率 1/399.3
- Aモーニング娘。DX
  - 賞球数 5&10
  - 大当たり最高継続 16R(9カウント)
  - 大当たりラウンド振り分け　3R:8R:16R=10:10:12
  - 大当たり確率 1/399.3

## 演出
ゲームの流れ

盤面下部に配置された3つのチャッカーのいずれかに玉が入賞すると羽根が開放される。役物内に拾われた玉は、シーソー役物で左右に振り分けられ、左ならノーマルルートへ、右ならチャンスルートへと振り分けられ、最終的にVゾーンに入賞すれば大当たりとなる。
いずれのルートにも磁石付き回転体が配置されており、磁石についた玉が役物奥のVゲートを通過して、上段ステージまで運ばれればVゾーンへと向かう仕組みになっている。
回転体で運ばれた玉は、Vゲートに向かうか、リプレイとなるコースに運ばれるか、ハズレ穴へと向かうかのいずれかである。リプレイコースに運ばれれば再度回転体に玉がくっつくチャンスとなが、回転体につかずに落ちてしまうこともある。

- ノーマルルート

ノーマルルートの回転体は、チャンスルートの回転体に比べ磁石の数が少ないので玉がつきにくい。「CHANCE」にくっついてもVゲートの位置によってはハズレ穴へと向かうことも多い。
- スペシャルルート

チャンスルートの回転体は、磁石の数も多く、玉がVゲートまで運ばれやすい。回転体中央の「LUCKY」につくと、上段で動いているVゲートの中央部分に玉が運ばれ、高確率でV入賞ルートに向かう。
- Vゲート

左右に可動し続けるので、ノーマルルートを経由してきた玉の場合は、Vゲートの動きでハズレ穴へと導かれてしまうことが多い。
予告アクション
チャッカー入賞時や役物内に玉が入った時に発生することがあるアクション。
- 観客予告

液晶にスタジオ全体が映し出され、観客の様子や出現するアイテムが変化する。盛り上がるほどラウンド数が多くなる可能性が高い。
- スポットライト予告

アングルが上部に切り替わると発展する。滞在しているステージによって、ライトや花火など映し出されるものが変化する。V入賞時に発生したら16ラウンドの可能性が高くなる。

大当たりラウンド
滞在するステージやラウンド数によってラウンド中の楽曲が変化する。
16ラウンド大当たりを連続して引くごとにスタジオライプ→コンサート会場→野外ライブステージと、ステージのランクがアップしていく。途中で3or8ラウンドの大当たりを引くと、再度スタジオライブステージに戻ってしまう。
大当たり中に流れる楽曲にちょこっとLOVE・LOVEマシーン・恋のダンスサイト・I WISHがある。

| 羽根開放時間 | 1チャッカー | 2チャッカー |
| 羽根開放時間 | 0.4秒×1回   | 0.4秒×2回   |